# Reino Unido na Segunda Guerra Mundial
O Reino Unido teve um papel fundamental na Segunda Guerra Mundial. O primeiro-ministro britânico durante a maior parte do conflito, Winston Churchill, adotou uma posição firme e clara, na qual nunca se renderia e lutaria até o fim pela derrota do inimigo. No dia 3 de setembro de 1939, o Reino Unido e a França declararam guerra à Alemanha, depois que esta invadiu a Polônia. Em 1940, o Reino Unido ocupou a Islândia e instalou bases navais e aéreas nesta ilha do Atlântico Norte. Durante a guerra, o Reino Unido sofreu bombardeios aéreos e ataques de submarinos alemães, mas resistiu bravamente e se tornou um dos principais membros dos Aliados. O Reino Unido também participou de campanhas militares na África, na Ásia e na Europa, contribuindo para a derrota do Eixo. No entanto, a guerra também enfraqueceu o império britânico e acelerou o processo de descolonização.